# Joseph Pepé
Giuseppe Pietro „Joseph“ Pepé (* 5. März 1881 in Manchester; † 29. September 1970 in London) war ein britischer Sportschütze.

## Erfolge
Joseph Pepé nahm an den Olympischen Spielen 1912 in Stockholm in vier Disziplinen mit dem Kleinkalibergewehr teil. Auf das verschwindende Ziel verpasste er im Einzel als Vierter knapp einen Medaillengewinn, während er im liegenden Anschlag den 14. Platz belegte. Im Mannschaftswettbewerb in der Liegend-Position setzten sich die Briten mit 762 Punkten gegen die übrigen fünf Mannschaften durch und wurden vor den Schweden und den US-Amerikanern Olympiasieger. Pepé war mit 189 Punkten der drittbeste Schütze der Mannschaft, zu der außerdem William Pimm, Robert Murray und Edward Lessimore gehörten. Die Mannschaftskonkurrenz auf das verschwindende Ziel beendete Pepé gemeinsam mit William Pimm, William Milne und William Styles auf dem Silberrang hinter der schwedischen und vor der US-amerikanischen Mannschaft. Dabei erzielte er mit 235 Punkten das zweitbeste Ergebnis der britischen Mannschaft.